# Burkina Fasos Davis Cup-lag
Burkina Fasos Davis Cup-lag styrs av Burkina Fasos tennisförbund och representerar Burkina Faso i tennisturneringen Davis Cup. Burkina Faso debuterade i sammanhanget 2001 och har bland annat slutat sjua i sin pool vid Grupp IV 2003.